# Katholischer Akademikerverband
Der Katholische Akademikerverband e. V. ist ein europaweit tätiger Zusammenschluss katholischer Hochschulabsolventen. Er ist aus dem Verband der Vereine katholischer Akademiker hervorgegangen, dessen Vorläufer der 1909 gegründete Verein akademisch gebildeter Katholiken war.

## Geschichte

### Deutschland
Auf dem Aachener Katholikentag 1912 wurde die Forderung laut, die Ortsgruppen des 1909 gegründeten Vereins akademisch gebildeter Katholiken zu einem Gesamtverband zusammenzuschließen. So ging 1913 aus den Ortsvereinen Bonn, Bremen, Düsseldorf, Duisburg, Essen, Kleve und Köln der Verband der Vereine katholischer Akademiker hervor, dessen erster Präsident der Kölner Carl Gussone wurde. Aus diesem Verein entstand später der Katholische Akademikerverband Deutschland (abgekürzt KAV), dem Franz Xaver Münch als Gründungsmitglied und dann ab 1916 für über 20 Jahre als Generalsekretär  diente. Im Gegensatz zur Görres-Gesellschaft strebte der KAV eine größere Eigenständigkeit des Katholizismus an.
Dem Verband aktiv verbunden waren unter anderem Abt Ildefons Herwegen, Alois Dempf, Robert Schumann, Heinrich Brüning, Paul Simon und Johannes Pinsk. Im Jahr 1928 gab Papst Pius XI. dem KAV den Auftrag zum „Apostolat des Geistes“. Im selben Jahr begann der Verband mit der Herausgabe der Zeitschrift Der katholische Gedanke.
Mit der theologischen Fakultät des Erzbischöflichen Stuhls in Salzburg, der deutschsprachigen Benediktinerkonföderation und der Görres-Gesellschaft veranstaltete der KAV erstmals vom 3. bis 22. August 1931 die Salzburger Hochschulwochen (SHW), auch als universitas catholica in nuce bezeichnet. Anschließend kam es zum Zerwürfnis mit der Görres-Gesellschaft, die zu diesem Zeitpunkt von Heinrich Finke präsidial geführt wurde. 1935 hatte der Verband zirka 11.000 Mitglieder.
Nach der nationalsozialistischen Machtübernahme bekannte sich die Verbandsführung 1933 zum neuen Staat. Dennoch wurde der KAV am 21. Dezember 1938 verboten und aufgelöst. Nach dem Zweiten Weltkrieg wurde der Verband 1947 in Mülheim an der Ruhr neu gegründet – in der kirchenrechtlichen Form eines privaten Vereins (convociato privata) von Gläubigen gemäß c 299 CIC. Als Sitz wurde Marl gewählt.
Im Juni 2014 beschloss die Generalversammlung des KAV, zum Jahresende 2014 seine überdiözesane Tätigkeit einzustellen. Zum selben Datum löste der Verband seine Strukturen auf. Als Grund wurde der Mitgliederrückgang und der damit verbundene Verlust an Beitragsmitteln genannt. In den Diözesen soll die regionale Arbeit fortgesetzt werden.
Die Zeitschrift Renovatio – Zeitschrift für das interdisziplinäre Gespräch wurde ebenfalls zum Jahresende 2014 eingestellt; die Hefte der Jahrgänge 1976–2014 sind weiterhin als PDF abrufbar.

### Österreich
1947 gründete Monsignore Otto Mauer den Katholischen Akademiker/innenverband der Erzdiözese Wien (KAV), deren Geistlicher Assistent er war. Otto Schulmeister, Erika Weinzierl, Ferdinand Klostermann und Markus Bittner zählten zu den ersten Mitgliedern und die Zeitschrift Wort und Wahrheit war ihr Sprachrohr. 2006 erfolgte die Umbenennung in „Forum Zeit und Glaube / Katholischer Akademiker/innenverband Wien“. Helmut Schüller ist gegenwärtig sein Geistlicher Assistent.
Der KAV existiert in den Diözesen Eisenstadt, St. Pölten, Gurk-Klagenfurt, Graz-Seckau (Forum Glaube Wissenschaft Kunst), Linz (Forum St. Severin), Salzburg und als Dachverband Katholischer Akademiker/innenverband Österreich, der Herausgeber der Zeitschrift Quart ist. Als Laienorganisation mit ca. 1.500 Mitgliedern ist der KAV eine Gliederung der Katholischen Aktion.

## Veröffentlichungen
- Summa theologica, Band 1, Salzburg und Leipzig 1934, S. 205–20035